# 希门尼斯港
希门尼斯港（西班牙語：Puerto Jiménez）是奥萨半岛上的主要城镇，属于哥斯达黎加蓬塔雷纳斯省，人口1,780。希门尼斯港东濒杜尔塞湾，西临科爾科瓦杜國家公園，并拥有一个希门尼斯港机场。在20世纪60年代它知名于金矿开采和伐木业。